# بیضی‌وار مرجع

۱. اقیانوس
1. بیضی‌وار مرجع
2. شاقول محلی
3. قاره
4. زمین‌واره

بیضی‌وار مرجع یا بیضوی مرجع (انگلیسی: Reference ellipsoid) در زمین‌سنجی سطحی است که به صورت عددی تعریف شده و زمین‌واره که شکل درست‌تری از زمین یا دیگر سیارات است را نشان می‌دهد. به دلیل شکل نسبتاً ساده بیضوی مرجع، از آنها در سطح شبکه زمین‌سنجی و به منظور نشان دادن مختصات نقاط مانند طول جغرافیایی، عرض جغرافیایی و ارتفاع از سطح دریا استفاده می‌شود.